# Шеселунге (Казерта)
Шеселунге је насеље у Италији у округу Казерта, региону Кампанија.
Према процени из 2011. у насељу је живело 94 становника. Насеље се налази на надморској висини од 242 м.